# Acadêmicos da Pedra Branca
Grêmio Recreativo Escola de Samba Acadêmicos da Pedra Branca é uma escola de samba da cidade do Rio de Janeiro, sediada no bairro de Bangu.

## História
A agremiação foi criada em 23 de agosto de 2020, por remanescentes da escola de samba Passa Régua, que havia vendido sua vaga no Carnaval para a Unidos de São Cristóvão. A Passa Régua voltou a ser um bloco carnavalesco, filiando-se à Associação dos Blocos de Bangu e Adjacências - Flor de Lira. Em 2022, a Acadêmicos da Pedra Branca desfilaria pelo Grupo de Avaliação, o que acabou não ocorrendo. 
Após o episódio, a escola se desligou da Superliga, filiando-se à LIVRES. Em 2023, desfilou no Grupo B da LIVRES, ficando na 4ª colocação. Com a extinção da LIVRES, retornou à Superliga, pela qual disputou o Grupo de Avaliação em 2024.

## Segmentos

### Presidentes
| Nome          | Mandato         | Ref.              |
| ------------- | --------------- | ----------------- |
| Márcia Araujo | 2020-atualmente | [ 2 ] [ 4 ] [ 5 ] |

### Direção de Carnaval
| Ano  | Nome             | Ref.  |
| ---- | ---------------- | ----- |
| 2022 | Thiago Fernandes | [ 4 ] |
| 2024 | Charles Cruz     | [ 5 ] |

### Direção Geral de Harmonia
| Ano             | Nome             | Ref.        |
| --------------- | ---------------- | ----------- |
| 2022-atualmente | Gérson Rodrigues | [ 4 ] [ 5 ] |

### Intérpretes
| Ano       | Nome               | Ref.        |
| --------- | ------------------ | ----------- |
| 2022-2024 | Vanderlei Mocidade | [ 4 ] [ 5 ] |

### Casal de Mestre-Sala e Porta-Bandeira
| Ano               | Casal                              | Ref.  |
| ----------------- | ---------------------------------- | ----- |
| 2022-2023         | Vinicius Paes e Jéssica de Souza   |       |
| 2024 - atualmente | Hugo Almeida e Vanessa Vasconcelos | [ 5 ] |

### Coreógrafos
| Ano       | Nome           | Ref.  |
| --------- | -------------- | ----- |
| 2022-2023 | Hayane Larissa |       |
| 2024      | Pablo Ventura  | [ 5 ] |

### Direção de Bateria
| Ano  | Nome              | Ref.  |
| ---- | ----------------- | ----- |
| 2022 | Dilsinho de Xangô | [ 4 ] |
| 2023 | Carlinho          | [ 6 ] |
| 2024 | Mestre Nando      | [ 5 ] |

### Rainhas de Bateria
| Ano       | Nome               | Ref.  |
| --------- | ------------------ | ----- |
| 2022      | Vanessa Possidonio | [ 4 ] |
| 2023-2024 | Soraya Rocha       | [ 5 ] |

## Carnavais
| Ano  | Colocação    | Grupo                               | Enredo | Carnavalesco                | Ref.        |
| ---- | ------------ | ----------------------------------- | --- | --------------------------- | ----------- |
| 2022 | Não Desfilou | Grupo de Avaliação (quinta divisão) | Pedra Branca compondo as páginas da vida, apresenta: Carolina de Jesus, a poetisa da literatura periférica. | Laerte Gulini               | [ 7 ]       |
| 2023 | 4º Lugar     | LIVRES (Grupo B)                    | Aldeia Marakáná – A universidade que existe e resiste                                                       | Laerte Gulini Andréa Vieira | [ 8 ]       |
| 2024 | 13º Lugar    | Grupo de Avaliação (quinta divisão) | Coleções, um paraíso de preciosas raridades!                                                                | Laerte Gulini Andréa Vieira | [ 8 ] [ 9 ] |
| 2025 |              | Grupo de Avaliação (quinta divisão) | Um Filho Chamado Brasil                                                                                     | Otávio Moreira              |             |